# Saint-Victor-de-Cessieu
Saint-Victor-de-Cessieu település Franciaországban, Isère megyében. Lakosainak száma 2170 fő (2022. január 1.). Saint-Victor-de-Cessieu Cessieu, Sainte-Blandine, Saint-Jean-de-Soudain, Sérézin-de-la-Tour, Succieu és Torchefelon községekkel határos.

## Népesség
A település népessége az elmúlt években az alábbi módon változott:
| Lakosok száma | 1370 | 1340 | 1565 | 1971 | 2204 | 2209 | 2240 | 2249 | 2224 | 2170 |
|               | 1968 | 1982 | 1990 | 2006 | 2013 | 2015 | 2017 | 2019 | 2020 | 2022 |